# Luminița Cioabă
Luminița Cioabă (numele real este Maria Mihai) (n. 1 octombrie 1957, orașul Târgu Cărbunești, județul Gorj) este o scriitoare română de limbă romani.

## Biografie
Luminița Cioabă s-a născut la data de 1 octombrie 1957 în orașul Târgu Cărbunești (județul Gorj), fiind fiica bulibașei romilor căldărari, Ion Cioabă. Dorind să-și desăvârșească studiile, s-a opus unei căsătorii la o vârstă timpurie (cum este obiceiul la rromii căldărari), proiectată de familia sa. A absolvit Liceul de filologie "Octavian Goga", Școala Populară de Artă, secția de Regie și Actorie și apoi Facultatea de Filologie din Sibiu.
Luminița Cioabă este o cunoscută poetă de limba romani, cărțile ei fiind traduse în limbile română și engleză. A devenit membră a Uniunii Scriitorilor din România.
|  | Dar principala mea preocupare este scrisul. Încerc să aduc la lumină toată frumusețea sufletului acestui popor minunat pe care oamenii, din necunoaștere, l-au marginalizat. Noi nu suntem numai o etnie, suntem un popor întreg. Misiunea mea nu este ușoară și, din acest motiv, am publicat volumele de poezie în română, engleză, germană și în limba romanes. În limba romanes am publicat poeziile tocmai pentru că rromii au nevoie de cunoaștere și de aprofundare a literaturii orale pe care au purtat-o mii de ani în sufletul lor, gen de literatură mult mai prețioasă decît salbele de aur. (...) Întotdeauna m-am mândrit că aparțin acestui popor, m-am mândrit că sunt țigancă, iar cei din jurul meu m-au apreciat. Pentru cei care nu cunosc foarte bine termenii se simt jigniți că sunt numiți țigani. Eu folosesc termenul țigan în poeziile mele și consider că nu este jignitor. | — Luminița Cioabă |

Luminița Cioabă a cules o parte din folclorul țiganilor și l-a prelucrat, în felul în care au făcut-o, în secolul al XIX-lea, scriitorii români pentru folclorul românesc.
Una dintre cele mai cunoscute cărți ale ei este volumul de nuvele "Țara pierdută", dedicat "celor care și-au dus viața de-a lungul timpului având Cerul acoperiș, iarba pământului răsărind în sufletul drumurilor lungice nu se termină nici Dincolo de Cer", carte publicată în limbile romani, română, engleză și germană. Povestirile prezintă diferite teme literare din mitologia proprie culturii rrome: povestea neamului în Țiganca și privighetoarea, aceea a macului roșu, a primăverii care e "ziua împăcării" în Crâng de mesteceni, ritualul mesei în șatră în Meralda, drumul, cântecul și libertatea în Țara Pierdută și Insula de aur, dragostea în Savia, Blestemul ursului, Floarea de trandafir sălbatic, Regina nopții și floarea de piatră.
|  | Poezia mea se adresează tuturor celor care iubesc acest gen. Dacă reușesc să dăruiesc poezia pe care o port în suflet, și acest dar este primit, este un lucru minunat. Trebuie să afirm cu mare regret că astăzi, în România, s-a uitat ce înseamnă poezia, oamenii nu mai au timp pentru o asemenea preocupare. A fi poet este un lucru extraordinar. Acest har este dăruit de la Dumnezeu. | — Luminița Cioabă |

Pe lângă activitatea literară, deține funcția de președinte a Fundației Social-Culturale a Rromilor "Ion Cioabă", participă la seminarii și la întâlniri cu organizațiile non-guvernamentale. A editat și conduce revistele "Neo Drom" și "Divano Rromano" în municipiul Sibiu.
Luminița Cioabă a realizat și două filme documentare: „Lacrimi Rromane” („Iasfa Romane”) - 2006, care prezintă în 52 minute, pe baza mărturiilor supraviețuitorilor, tragedia deportării rromilor în Transnistria și "Amintiri din șatră".

## Activitatea literară

### Cărți publicate
- O angluno la phuveako – Rădăcina Pământului (Editura Neo Drom, Sibiu, 1994) - poezii
- O manuãi kai bitinel briãînd – Negustorul de ploaie (Editura Neo Drom, Sibiu, 1997) - poezii
- Ghid de conversație român - țigănesc (Editura Teora, București, 2000)
- Curs intensiv de limba rromani (Editura Neo Drom, Sibiu, 2001)
- Țara pierdută (Editura Etape, Sibiu, 2002) - povestiri
- Deportarea în Transnistria. Mărturii (Editura Neo Drom, Sibiu, 2006)
- Lacrimi Rome     (Editura Ro Media 2006)
- Tragedia Romilor deportați în Trasnistria  1942-1945 (Editura Polirom 2009)
- Poezii de ieri și azi  (Fundația "Ion Cioaba")
- Sufletul Pământului (Editura CNCR 2016)
- Testament pentru Cer ( Editura Carmel 2017)
- Drumul (Hermannstadt, Neo Drom, 2021)[4]

### Piese de teatru
- Blestemul șarpelui
- Delila
- Macul roșu

### Premii
- Premiul "Nichita Stănescu" pentru cel mai bun volum de poezie "Earth Root"
- Amico Rom - Premiul I triplu la Festivalul Internațional al Rromilor pentru  (Poezie - pentru volumul de poezie "Earth Root
- Dramaturgie - pentru piesa de teatru "Blestemul șarpelui
- Proză scurtă - pentru nuvela "Istrate")
- Premiul  "Creionul de aur al Papuszei" 2010 Polonia
- Premiul pentru "Cariera literară" 2015 Italia

Filme documentare
- Lacrimi Romane  2005 ( relizat in limba romaii - subtitrat in română ,engleză si germană)
- Romano Illo  ( eromanes si subtitrat in engleza)
- Intre traditie si lege (romana)